# Ephippiochthonius platakisi
Espèce
Synonymes
- Chthonius platakisi Mahnert, 1980

Ephippiochthonius platakisi est une espèce de pseudoscorpions de la famille des Chthoniidae.

## Distribution
Cette espèce est endémique de Crète en Grèce. Elle se rencontre dans la grotte de Thergiospilia à Ierápetra.

## Description
La femelle holotype mesure 1,8 mm.

## Étymologie
Cette espèce est nommée en l'honneur d'Eleftherios Platakis.

## Publication originale
- Mahnert, 1980 : Pseudoskorpione (Arachnida) aus Hohlen Griechenlands, insbesondere Kretas. Archives des Sciences (Geneva), vol. 32, no 3, p. 213-233.